# Eriborus eutectonae
Eriborus eutectonae là một loài tò vò trong họ Ichneumonidae.